# 16 Horsepower
16 Horsepower var en alternativ/traditionel musikgruppe fra Denver, Colorado.
Bandet kombinerede mange forskellige musikarter, herunder østamerikansk folkemusik, gospel, bluegrass og europæisk folkemusik. Deres musik er blevet betegnet som "Goth", selvom deres tidlige albums også inkluderede rockelementer.
Bandet bestod af David Eugene Edwards, Jean-Yves Tola og Pascal Humbert. Efter fire albums og en lang række turnéer, blev bandet opløst i 2005 på grund af "politiske og spirituelle" forskelle.
Edwards' bedstefar var præst, og Edwards var derfor i sin barndom ofte med til bedstefaderens prædikener. Denne oplevelse påvirkede hans senere sangskrivning og instrumenterne, der anvendtes i 16 Horsepowers særlige lyd. I flere af bandets numre indgår kristendommen som et tema, specielt Jesu frelse.
Et af de særlige instrumenter, 16 Horsepower ofte anvendte, var en antik Chemnitzer consertina (et instrument nært beslægtet med bandoneonen). Instrumentet blev brugt på de tidlige turnéer og albums, men da det var meget gammelt og ved at gå i stykker, var det vanskeligt at have med, især på turneerne, hvorfor det før indspilningen af Low Estate blev erstattet med et Patek-instrument.
Tola var medvirkende til, at bandet også var stærkt inspireret af den franske kulturarv.
Brugen af alternative instrumenter, de forskellige inspirationskilder og den meget særegne lyd har gjort det vanskeligt for kritikere at beskrive 16 Horsepowers lyd.

## Diskografi

### Albums
- 16 Horsepower EP (CD/vinyl – 1995)
- Sackcloth 'n' Ashes (CD – 1996)
- Low Estate (CD – 1997)
- Secret South (CD/vinyl – 2000)
- Hoarse (CD – 2000)
- Folklore (CD/vinyl – 2002)
- Olden (CD/vinyl – 2003)

### Singler
- Shametown (vinyl 7" – 1994)
- Black Soul Choir (CD – 1996)
- Haw (vinyl – 1996)
- For Heaven's Sake (CD – 1997)
- Coal Black Horses (CD – 1997)
- The Partisan (CD – 1998)
- Clogger (CD – 2000)
- Splinters (CD – 2001)

### Video
- Black Soul Choir and Haw (1995)
- 16HP DVD (2005)
- Live DVD (2006)